# Битва при Верле
Би́тва при Ве́рле (нем. Schlacht bei Werl) — вооружённый конфликт, произошедший 3—8 марта 1586 года близ города Верль между Гебхардом Трухзесом фон Вальдбургом с одной стороны и архиепископством и курфюршеством Кёльнским и его союзниками — с другой, и произошедший в ходе Кёльнской войны.

## Предыстория
25 сентября 1555 года в городе Аугсбург между лютеранскими князьями и императором Священной Римской Империи германской нации Карлом V Габсбургом был заключён Аугсбургский религиозный мир. Согласно ему, лютеранам, как и католикам, гарантировалась свобода вероисповедания, однако, в случае перехода церковного сеньора (епископа, архиепископа, аббата или др.) из католицизма в лютеранство, его лен (соответственно, епископство, архиепископство, княжество-епископство, аббатство или др.) переходил в собственность Священной Римской Империи.
В декабре 1582 года архиепископ и курфюрст Кёльнский Гебхард Трухзес фон Вальдбург перешёл в лютеранство и, согласно договору, должен был оставить управление архиепископством и курфюршеством Кёльнским, однако Вальдбург провозгласил юридическое равенство всех конфессий на своей территории. В ответ на это представители духовенства избрали нового архиепископа — Эрнста Баварского.

## Причины
Вальдбург удерживал титул архиепископа Кёльнского силой, в то время как Эрнст старался отвоевать престол. К 1585 году противостояние зашло в тупик, и оба конкурента искали поддержки для удержания или, напротив, захвата трона.
Вальдбург получил поддержку со стороны графства Голландия, предоставившего ему в качестве командующего войсками лагерного маршала Мартена Шенка фон Нидеггена и полковника Германа Фридриха Клода, начальника гарнизона крепости Нойс, в то время как Эрнст получил поддержку у Алессандро Фарнезе —  главнокомандующего войсками Королевства Кастилия и Леон и штатгальтера Нидерландов — предоставившего Эрнсту в качестве командующего войсками Клода де Берлеймона.

## Разграбление Вестфалии
Нидегген и Клод вместе со своими 500 пешими и 500 конными солдатами вошли на территорию герцогства Вестфалия. Их цель заключалась в том, чтобы занять Верль и Рекклингхаузен на случай нападения со стороны Берлеймона. Далее войска переправились через реку Рейн и разграбили множество городов Вестфалии, в том числе Хамм, Зост, Вальтроп, а также деревни и усадьбы между городами. Солдаты осквернили несколько церквей, вынесли множество церковных принадлежностей.

## Битва
1 марта, после разграбления Вестфалии, Нидегген и Клод повели свои войска на город Верль. Их солдаты прикинулись торговцами, нагрузив свои повозки солью. Стражники открыли ворота, а пехотинцы и кавалеристы Вальдбурга захватили город.
Защитники города укрылись в цитадели. Войска под командованием Нидеггена предприняли несколько неудачных попыток её штурма, после чего разграбили город, предположительно, с целью отбить у жителей намерение помогать стражникам в цитадели.
Берлеймон же собрал армию в 4000 пеших и конных солдат и осадил город, окружив его конницей и артиллерийскими орудиями, однако он не стал обстреливать его, боясь убить кого-то из мирных жителей.
В это время несколько сотен защитников города вышли из цитадели и напали на войска Вальдбурга, те, в свою очередь, предприняли попытку вырваться из города, однако это удалось лишь 50 солдатам, позднее скрывшимся в лесу и напавшим на несколько близлежащих ферм.
Вскоре из города вышли все солдаты Нидеггена. Они напали на войска Берлеймона, пробились сквозь них и пересекли Рейн в районе города Дортмунд.

## Итоги
Войска Вальдбурга потеряли около 250 солдат, войска Эрнста — около 500.
Во время ограбления Вестфалии Нидегген заработал существенное состояние. После того, как он пересёк Рейн, он оставил его жене, а сам отправился в город Делфт, где доложил о битве Филиппу-Вильгельму — принцу Оранскому. Там же, по приказу королевы Англии и Ирландии Елизаветы I, Роберт Дадли, 1-й граф Лестер посвятил Нидеггена в рыцари и подарил ему цепочку стоимостью в тысячу золотых монет.
Для самого же Вальдбурга битва не принесла особой пользы. Его войскам не удалось удержать крепость на длительное время, поэтому Вальдбург был изолирован от протестантских княжеств на востоке испанскими войсками. Единственный заработок, полученный во время битвы, — награбленное у жителей имущество — хоть и увеличил ресурсы его солдат, не помог Вальдбургу выбраться из тяжёлого финансового положения. Фактически, тот стал простым разбойником, что лишь оттолкнуло людей от него.
Помощь испанцев немецким католикам сильно изменила баланс сил между представителями разных течений. Вальдбург больше не мог претендовать на титул архиепископа и курфюрста Кёльнского. Испанцы построили крепость на берегу Рейна и, благодаря их плацдармам, имели возможность атаковать протестантских князей.